# Tamicka Clarke
Tamicka Clarke (sinh ngày 9 tháng 11 năm 1980) là một vận động viên chạy nước rút người Bahamas chuyên về 100 mét. Thời gian tốt nhất cá nhân của cô là 11,26 giây, đạt được vào tháng 6 năm 2007 tại Atlanta, Georgia.
Cô đã hoàn thành thứ tư trong 4 x 100 mét tiếp sức tại Thế vận hội Mùa hè 2004, với các đng đội Chandra Sturrup, Shandria Brown và Debbie Ferguson.
Clarke đại diện cho Bahamas tại Thế vận hội mùa hè 2008 ở Bắc Kinh thi đấu ở chặng nước rút 100 mét. Trong vòng một nóng bỏng của mình, cô đã xếp thứ sáu trong thời gian 12,16, không đủ để tiến vào vòng thứ hai.